# 姜丹书
姜丹书（1885年—1962年6月8日），字敬庐，号赤石道人，斋号丹枫红叶楼，江苏溧阳人，中国画家、美术教育家。潘天寿、丰子恺、郑午昌等著名画家均出自其门下。

## 生平
清光绪十一年（1885年）九月初二生于溧阳县南渡镇以南五里的大敦村（今南渡镇刘家边村），1907年考入南京两江师范学堂的图画手工科，后任美术教师。
1917年由商务印书馆出版《美术史》及《美术史参考书》。1924年兼任刘海粟创办的上海美术专门学校教授，翌年专任上海美专艺术教育系主任，并兼中华书局的编辑工作。此后，又曾先后兼任国立西湖艺术院（今中国美术学院前身）、上海新华艺术专科学校和中国纺织染专科学校的教职。抗战前夕，姜丹书与潘天寿、来楚生等组织画社“蓴社”，取“吴道子中年行笔如蓴菜条”之义。
中华人民共和国成立后，姜丹书入无锡华东艺术专科学校（今南京艺术学院前身）任教。1958年退休回到杭州，被选为浙江省美术家协会副主席。1962年6月8日因心肌梗死逝世，享年78岁。

## 轶事
- 中华民国伊始，教育部公布的《师范教学大纲》中规定，师范学校必须教美术史，但关于教学课本，《大纲》中又写明“暂付阙如”。时任美术教师的姜丹书决定自己搜集资料编辑讲义。于是三次易稿，写成《美术史》及《美术史参考书》，1917年由教育部审定作为本科用师范学校新教科书，由商务印书馆出版。此书分上篇中国美术史四章和下篇西洋美术史九章，内容以绘画为主干，包括建筑、雕刻、治印、书法、工艺美术等；下篇西洋美术史中还附带讲到印度及东方诸国的美术，填补了新式教学教材中的一项空白。

- 姜丹书喜画红柿，在姜丹书的画稿中红柿出现最多。每年秋天，姜常入杭州西溪的柿林写生。姜画柿子，先用笔饱蘸彩墨，再以黑线略为勾出轮廓，鲜艳之状可掬。